# بيتر دويل (كاهن كاثوليكي)
بيتر دويل (بالإنجليزية: Peter John Haworth Doyle)‏ هو كاهن كاثوليكي بريطاني، ولد في 3 مايو 1944 في Wilpshire ‏ في المملكة المتحدة.